# Poblament d'Amèrica

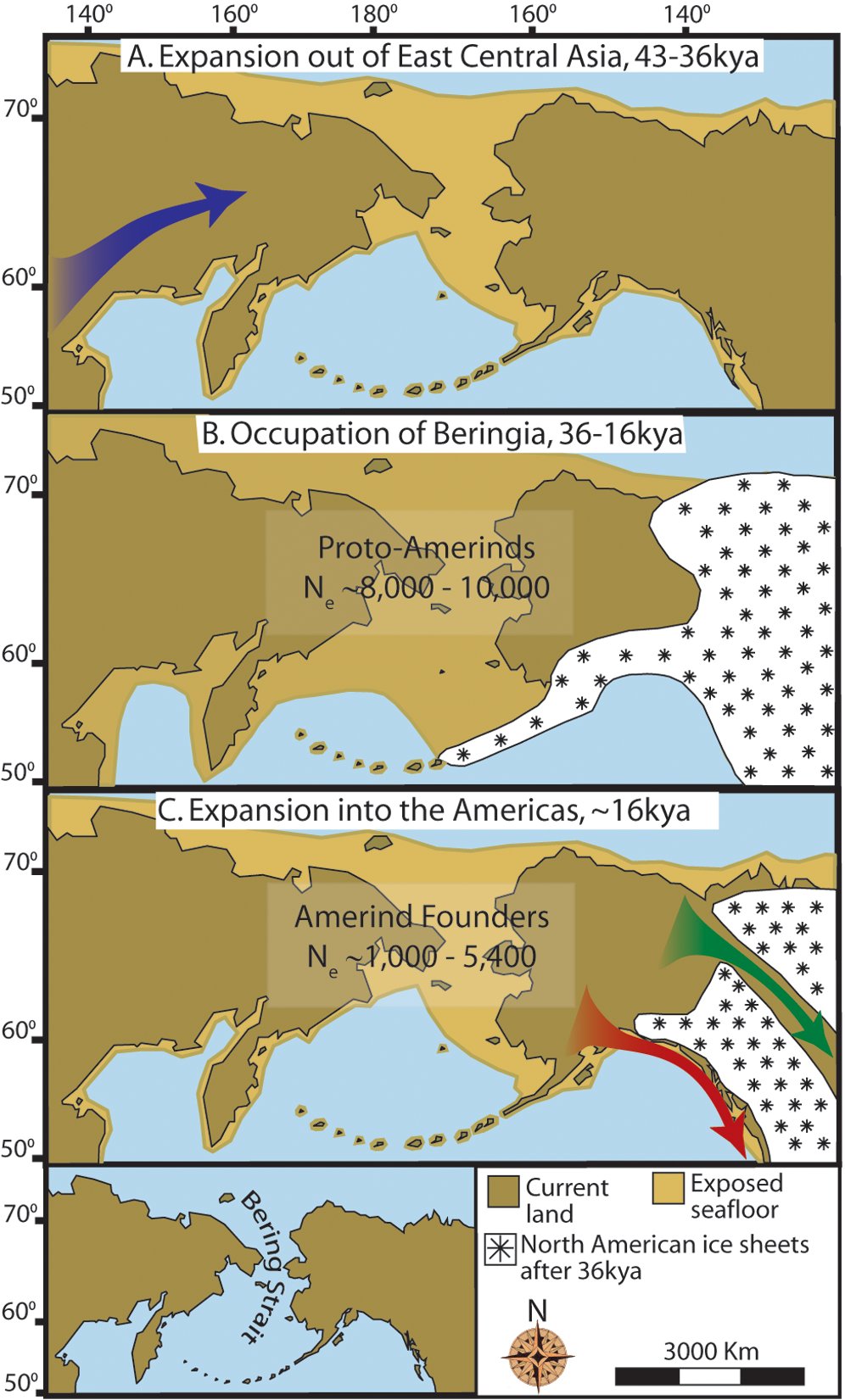
Mapes que representen cada fase de l'expansió de la humanitat en el poblament d'Amèrica.

El poblament d'Amèrica és el procés pel qual es va disseminar l'espècie humana pel continent americà. Els científics no tenen dubtes que els éssers humans no són originaris d'Amèrica, per la qual cosa aquesta va ser poblada per humans provinents d'una altra part. L'evidència paleoantropològica recolza la hipòtesi que els humans van arribar a Amèrica procedents de Sibèria, a l'extrem nord-est d'Àsia.
Des del punt de vista de la teoria del poblament tardà, els paleoamericans van entrar al continent durant l'última glaciació, que va permetre el pas cap al Nou Món a través de Beríngia. Aquest esdeveniment va ocórrer entre 14 mil i 13 mil anys A. P. D'altra banda, la teoria del poblament primerenc diu que els humans van arribar a Amèrica molt abans, basats en el descobriment de restes que els seus datacions per carboni 14 donen una antiguitat major de 14 mil anys A. P. A la recerca paleoantropològica se sa la informació produïda per la genètica, que ha servit per reforçar algunes conjectures sobre l'origen dels americans.
En general, es considera que la major part dels indígenes americans són descendents d'un grup únic provinent del nord-est o l'orient d'Àsia. Els pobles de parla na-dené són descendents d'una segona ona migratòria que es va establir al nord d'Amèrica, mentre que els esquimals van arribar al continent en el flux migratori més recent. Després que els paleoamericans entressin al continent, el pas de Beríngia va ser cobert novament pel mar, de manera que van quedar pràcticament aïllats de la resta de la humanitat. Excepte el cas d'una breu colonització vikinga a la costa del Canadà i Groenlàndia, no hi ha evidència contundent que recolzi un possible contacte transoceànic entre l'Amèrica precolombina i la resta del món.
Després del contacte colombí es van plantejar algunes conjectures per explicar l'origen dels indígenes americans, per exemple, mitjançant el mite de l'Atlàntida o de les tribus perdudes d'Israel. L'avanç de la recerca científica va permetre demostrar que no hi havia relació material entre l'origen dels amerindis i aquestes creences, per la qual cosa aquestes antigues hipòtesis van quedar descartades.

## Evolució de les teories

### Relats indígenes
Des d'abans de 1492, la cultura aborigen d'Amèrica van construir tant mites d'origen, com a relats de migracions i esdeveniments històrics, diferents entre una i altra cultura. Les cultures mesoamericanes consideraven que la presència humana en el continent americà era molt anterior al que suposaven els europeus. La civilització Maia tenia registres històrics escrits almenys des d'agost de 3114 aC Altres cultures, com la zapoteca, tenia registres escrits de fets històrics que es remuntaven a l'any 500 aC. Per molt temps, no obstant això es va deixar de tenir accés a aquests coneixements de les civilitzacions mesoamericanes i es va ignorar l'existència d'aquests registres fins al segle xx.

### Polèmica europea
Els europeus van intentar buscar explicacions per a l'origen dels éssers humans amb els quals s'estaven trobant. Alejo Venegas va opinar que provenien de navegants cartaginesos. Agustín de Zárate va considerar que els indígenes podien haver arribat passant per l'Atlàntida, abans que s'enfonsés segons els relats de Plató. No obstant això, la majoria de les primeres explicacions van ser religioses, per exemple diversos autors europeus van pensar que els pobladors d'Amèrica provenien de les tribus perdudes d'Israel.
El sacerdot malagueny Miguel Cabello Valboa va considerar que els aborígens americans descendien del patriarca Ofir (Bíblia, Gènesi, 10:29) i va identificar Amèrica amb el regne d'aquest nom, ric en or, esmentat en la Bíblia (Bíblia, 1 Reis, 9:28). La idea de situar Ofir a les Antilles va ser suggerida per Cristòfor Colom, va aparèixer com a nota al marge en l'edició de 1540 de Robert Estienne de la Bíblia i va ser exposada, entre d'altres, per Pedro Mártir de Anglería en 1526. La identificació d'Ofir amb el Perú va ser sustentada pel teòleg espanyol Benito Arias Montano en 1572 i per l'erudit Johannes Goropius Becanus en 1580.
El naturalista José de Acosta, sacerdot jesuïta, fou el primer a abordar científicament el poblament d'Amèrica a partir dels descobriments geogràfics que indicaven la distància entre Àsia i Amèrica pel nord és petita i els dos continents estan separats amb prou feines per un braç de mar. Acosta va descartar explícitament la hipòtesi sobre el pas pel continent perdut de l'Atlàntida i va afegir a més que les terres desconegudes on segons l'Apocalipsi d'Esdras van ser portades les tribus captives d'Israel, "no tenen major relació amb Amèrica que l'encantada i fabulosa Atlàntida". Acosta va demostrar que no solament éssers humans van transitar entre els dos continents, sinó també diverses espècies animals.
Continuant amb una visió científica Fra Gregorio García, va fer una detallada exposició de les diferents hipòtesis conegudes sobre el poblament d'Amèrica, per terra o per mar. Per a ell, els indígenes provenien d'Àsia, de la Xina o Tartària, donades les semblances físiques entre els habitants d'uns i un altre continent.
En contrast, en 1650, James Ussher va establir, basat en la Bíblia, que les tribus perdudes van abandonar Israel l'any 721 aC i, sobre aquesta base, la cultura europea va sostenir que Amèrica havia estat poblada al voltant de l'any 500 aC. També tractant de recolzar-se en la Bíblia, el sacerdot sevillà Diego Andrés Rocha, que va viure des de nen en el Perú, va exposar la teoria segons la qual el continent americà va ser poblat per descendents de Túbal (fill de Jafet, Bíblia, Gènesi 10:2-5), una part dels quals hauria poblat Espanya, una altra part l'Atlàntida i l'altra a través d'aquesta hipotètica illa, abans que s'enfonsés, hauria arribat a Amèrica. Rocha va complementar la seva teoria amb la comparació entre els conqueridors espanyols i Moisès.

### Charles Abbott
En 1876, Charles Abbott, un metge estatunidenc, va trobar unes eines de pedra a la seva granja de Delaware. A causa de les característiques tosques dels instruments, va pensar que podrien pertànyer als avantpassats remots de les cultures indígenes modernes. A causa d'això, va consultar amb un geòleg de Harvard, qui va estimar en 10.000 anys d'antiguitat la grava que es trobava al voltant de la troballa. Abbott va sostenir llavors que es tractava d'un assentament humà del Plistocè, és a dir, molts milers d'anys més antic del que establien les teories bíbliques dominants.
La teoria d'Abbott va ser rebutjada per les jerarquies cristianes per oposar-se a la Bíblia i per la comunitat científica organitzada per l'Institut Smithsonià per no complir amb els estàndards científics que exigia. Entre els científics que van rebutjar la hipòtesi d'Abbott es trobaven Aleš Hrdlička i William Henry Holmes. En l'actualitat s'ha comprovat que Abbott tenia raó en moltes de les seves hipòtesis i la granja ha estat declarada Monument Històric Nacional.

### El descobriment del lloc de Folsom
En 1908, George McJunkin va trobar uns enormes ossos en un barranc del llogaret Folsom, Nou Mèxic. McJunkin, un esclau alliberat per la Guerra Civil nord-americana, era geòleg, astrònom, naturalista i historiador aficionat i durant anys va intentar cridar l'atenció dels veïns de Folsom sobre la probable antiguitat dels ossos. El 1926, quatre anys després de la mort de McJunkin, el director del Museu d'Història Natural de Colorado, Jesse D. Figgins, es va assabentar del lloc i va descobrir diverses puntes de fletxa d'un estil molt refinat que després tornarien a trobar-se a Clovis i altres llocs. Una d'elles estava incrustada a la terra que envoltava a l'os d'un exemplar de bisó extint milers d'anys enrere.
Figgins va portar les puntes de llança a Washington DC per ensenyar-les-hi a Aleš Hrdlička, a l'Institut Smithsonià, qui si bé el va tractar cortesament i li va suggerir una sèrie de regles metòdiques per al cas de nous descobriments, es va mantenir summament escèptic i va considerar fins a la fi de la seva vida que Folsom no constituïa una prova concloent que Amèrica hagués estat poblada durant el Plistocè.
L'agost de 1927, l'equip de Figgins va trobar una punta de llança situada entre dues costelles de bisó. Figgins va enviar un telegrama i tres científics van viatjar per ser testimonis del fet, i informar de la serietat de la troballa. En aquest moment, la comunitat científica nord-americana va començar a acceptar la importància del jaciment de Folsom. Han estat datats en 10.285 anys a.P.

### El descobriment de la Cultura Clovis

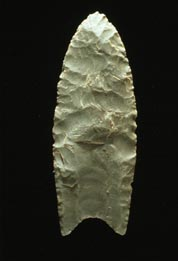
La típica punta Clovis.

Mapa d'Amèrica que mostra llocs anteriors a la Cultura Clovis

En 1929, Ridgely Whiteman, un jove indígena de 19 anys que seguia les recerques que s'estaven realitzant en la propera localitat de Folsom, va escriure una carta a l'Institut Smithsonià sobre una sèrie d'ossos que havia trobat en el llogaret de Clovis, Nou Mèxic. En 1932, una excavació realitzada per un equip dirigit per Edgar Billings Howard, de la Universitat de Pennsilvània, va confirmar que es tractava d'un assentament indígena durant el Plistocè i va verificar el tipus especial de punta de fletxa que seria coneguda com a "punta Clovis". En ser descoberta la datació per carboni 14, en 1949, el mètode va ser aplicat en els jaciments de Clovis, resultant en antiguitats que oscil·laven entre l'any 12.900 adP i 13.500 adP. La datació per carboni 14 va ser establerta en 11.500 a 10.900 anys abans del present i revisada després a 11.050 a 10.800 adP.
Des de la dècada de 1930 i, sobretot, des de la confirmació de les dates pel mètode del carboni 14, la comunitat científica nord-americana organitzada al voltant de l'Institut Smithsonià va acceptar que la Cultura Clovis era la més antiga d'Amèrica i que estava directament relacionada amb l'arribada dels primers homes. Això es va conèixer com a Consens Clovis i va tenir gran acceptació mundial fins a la fi del segle xx. El Consens Clovis va ser la base de la teoria del poblament tardà d'Amèrica.

### Hrdlička i la teoria de l'arribada des de Sibèria creuant l'estret de Bering

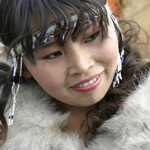
Jove inuit de la Beríngia moderna.

En 1937, Aleš Hrdlička, reprenent un argument de Samuel Haven,
va sostenir que l'ésser humà havia arribat a Amèrica per Alaska, provinent de Sibèria, Àsia, creuant l'estret de Bering. Algunes publicacions li atribueixen erròniament a Hrdlička haver postulat la teoria més moderna, aquella que assenyala que l'home va creuar caminant per una zona anomenada Pont de Beríngia format arran del descens del nivell de les aigües de l'Estret de Bering, durant l'últim període glacial.
Si bé Hrdlička mai es va pronunciar expressament sobre la data d'arribada de l'home al continent americà, va rebutjar sistemàticament les proves que proposaven l'existència de paleoindis i sostenia que, a diferència d'Europa, no existien rastres a Amèrica que permetessin parlar de presència humana durant el Plistocè (1,8 milions d'anys adP - 10.000 anys adP), en temps de l'última glaciació. De fet, Hrdlička consentia la creença de l'Institut Smithsonià, representada per William Henry Holmes, que sostenia que els primers habitants d'Amèrica havien arribat en un passat recent, imprecisament estimat en uns pocs segles.

### Teoria del poblament pel Pont de Bering, el corredor lliure de gel i el Consens Clovis

Evolució del Pont de Beríngia.

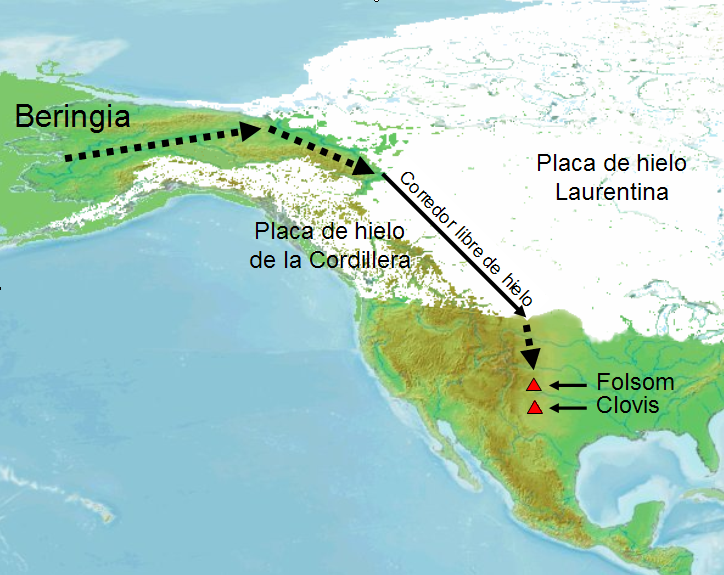
Ruta del poblament d'Amèrica segons el Consens de Clovis.

Es troba plenament provat que durant l'última glaciació, la Glaciació de Würm o Wisconsin, la concentració de gel en els continents va fer descendir el nivell dels oceans en uns 120 metres. Aquest descens va fer que en diversos punts del planeta es creessin connexions terrestres, com per exemple Austràlia-Tasmània amb Nova Guinea; Filipines i Indonèsia; Japó i Corea.
Un d'aquests llocs va ser Beríngia, nom que rep la regió que comparteixen Àsia i Amèrica, a la zona en què tots dos continents estan en contacte. A causa que l'Estret de Bering, que separa Àsia d'Amèrica, té una profunditat d'entre 30 i 50 metres, el descens de les aigües va deixar al descobert un ampli territori que va aconseguir 1500 quilòmetres d'ample unint les terres de Sibèria i Alaska, fa aproximadament 40.000 anys adP.
| « | "Existia en aquest llavors un pont terrestre entre Àsia i Alaska, que va aparèixer quan les glaceres de l'últim període glacial estaven en el seu màxim, apressant milions de quilòmetres de precipitació que normalment haurien anat als oceans. La falta d'aquesta aigua va reduir el nivell del mar de Bering més de 90 metres, bastants per convertir els baixos de l'estret en un pont de terra que unia els dos continents". | » |

La seva primera formació va succeir aproximadament 40.000 anys adP mantenint-se uns 4.000 anys. La seva segona formació es va produir aproximadament 25.000 anys adP romanent fins a aproximadament 11.000-10.500 adP (Scott A. Elias), quan van tornar a pujar les aigües al final de la glaciació, inundant gran part del territori i separant Àsia d'Amèrica per l'Estret de Bering.
La dada més important per establir una teoria migratòria durant l'última glaciació és el fet que el Canadà estava completament coberta de gel durant l'última glaciació, envaïda per dues gegantesques plaques: la Placa de Gel Laurentina i la Placa de Gel de la Serralada. Això feia impossible l'entrada al continent més enllà de Beríngia.
Va aparèixer llavors la teoria del "corredor lliure de gel" (ice-free corridor, en anglès). Segons aquesta teoria, en els instants finals de l'última glaciació, van començar a fondre's les vores en contacte de les dues grans plaques de gel que cobrien Canadà, obrint un corredor lliure de gel d'uns 25 km d'ample, que seguia, primer la vall del riu Yukon i després elmarge oriental de les muntanyes Rocoses pel corredor del riu Mackenzie. Els científics que sostenen la teoria estimen que això va ocórrer en el 14.000 anys adP, encara que uns altres qüestionen la data i afirmen que no va poder haver succeït fins a 11.000 anys adP, invalidant així la possibilitat que els qui van originar les cultures de Folsom i Clovis usessin aquesta ruta, ja que aquestes ja existien en aquesta última data. Una vegada obert el corredor, els éssers humans que estaven a Beríngia van poder avançar cap a l'interior d'Amèrica i dirigir-se al sud. La teoria ha estat àmpliament acceptada com a part integrant del Consens de Clovis, però no hi ha evidències directes que provin el pas d'éssers humans per aquest corredor.
El primer a proposar la possibilitat d'aquest corredor va ser el geòleg canadenc W.A. Johnston en 1933, i qui va encunyar el terme "corredor lliure de gel" va ser Ernst Antevs, en 1935. A partir d'aquestes dades cronològiques, es va desenvolupar llavors una teoria migratòria sostenint que les tribus asiàtiques que havien penetrat a Beríngia, van romandre-hi uns milers d'anys fins que, poc abans de finalitzar l'última glaciació (10.000 adP) i que el Pont de Beringia s'inundés, es formés un estret corredor lliure de gel que els va permetre dirigir-se al sud.
Aquesta teoria es va articular amb els descobriments de la Cultura Clovis que dataven de l'any 13.500 adP per concloure que havia estat integrada pels primers migrants que van ingressar pel Pont de Beríngia, de la qual al seu torn haurien descendit totes les altres cultures ameríndies. El primer a compondre un possible model migratori d'asiàtics cap a Amèrica a través de Beríngia va ser Caleb Vance Haynes en un article publicat en la revista Science en 1964. Aquesta explicació, coneguda actualment com a teoria del poblament tardà o Consens Clovis, va ser acceptada en forma generalitzada durant la major part de la segona meitat del segle xx.
Més recentment, s'ha enfortit la possibilitat que els pobladors d'Amèrica provinents de Beríngia utilitzessin una ruta alternativa cap al sud vorejant la costa. A causa del descens del nivell de l'oceà aquesta possible ruta es trobava a l'oest de l'actual costa nord-americana i actualment està coberta per les aigües de l'oceà Pacífic, complicant els estudis arqueològics. En un recent estudi submarí es va trobar una eina de pedra d'una antiguitat de 10.000 anys adP a una profunditat de 53 metres.

### La crisi del Consens Clovis
A partir de les últimes dècades del segle xx, les teories combinades que constitueixen el consens dels clovis o teoria del poblament tardà, antiguitat, lloc d'ingrés, rutes migratòries, etc., van entrar en crisi. En primer lloc, s'ha qüestionat l'antiguitat de l'arribada de l'home a Amèrica. La postura Clovis first sosté que aquesta no va poder ser anterior al 14000 AP i que Clovis va ser la primera cultura americana. Aquesta postura és congruent amb les glaciacions periòdiques, perquè abans d'aquesta època, Canadà estava cobert per gel i era impossible tota circulació des del pont de Beríngia cap al sud.
Encara que cada vegada existeixen més evidències incontrastables de presència humana a Amèrica anterior al 14000 AP, la major part d'elles havien estat descartades per la comunitat científica i pels defensors de la teoria del poblament tardà, en considerar «inconsistents» les troballes, o argumentant contaminació dels jaciments per factors extrahumans com en el cas dels descobriments de Lorena Mirambell a Tlapacoya (Mèxic) o Niède Guidon a Pedra Furada (Brasil).
No obstant això, en contrast amb l'oposada en aquests jaciments arqueològics esmentats anteriorment, l'evidència descoberta en el jaciment de Monte Verde (Xile) per Tom Dillehay actualment és incontrovertible, en ser datat oficialment un dels llocs investigats en 14.800 anys adP (Monte Verde I). Aquesta data va ser acceptada per la comunitat científica en 1997, quan Monte Verde va ser visitat per una delegació dels més importants investigadors del món, entre els quals es trobava Calbot Vance Haynes, el més important defensor de la teoria del poblament tardà. La delegació va concloure, encara que amb algunes reticències, que Monte Verde I és real. Per la seva antiguitat major a l'any del consens Clovis, la seva ubicació en l'altre extrem del continent, i l'absència de similituds amb la cultura Clovis, el reconeixement generalitzat de Monte Verde ha suposat la fi de la teoria del poblament tardà com a teoria hegemònica en l'arqueologia del poblament d'Amèrica i ha demostrat la versemblança de la datació del lloc nord-americà de Meadowcroft Rockshelter de més de 16 mil anys.
Simultàniament, s'han produït altres troballes arqueològiques, genètics, lingüístics i geològics que han obert múltiples teories i complexes combinacions sobre el veritable origen, moment d'arribada i rutes seguides per al poblament d'Amèrica.

## Noves teories, noves troballes i nous estudis
L'actual debat sobre l'arribada de l'home a Amèrica es caracteritza per l'apassionament que mostren els científics, la varietat de teories i subteories, els resultats contradictoris, la quantitat d'estudis i contraestudis i titulars estridents als periòdics. Per al públic en general es tracta d'un quadre de gran confusió.

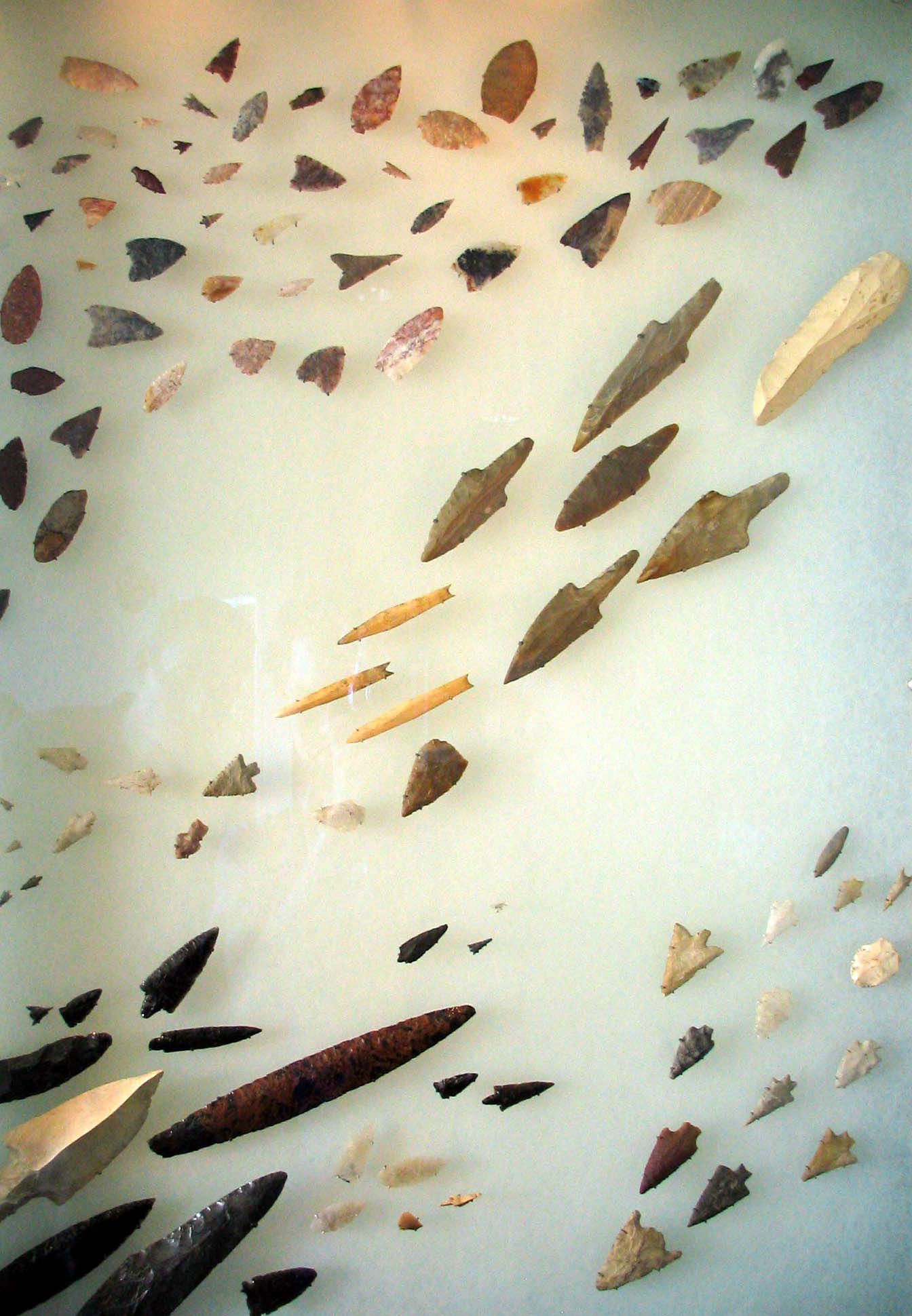
Fletxes prehistòriques ameríndies, conservades a Washington.

### Les recerques genètiques

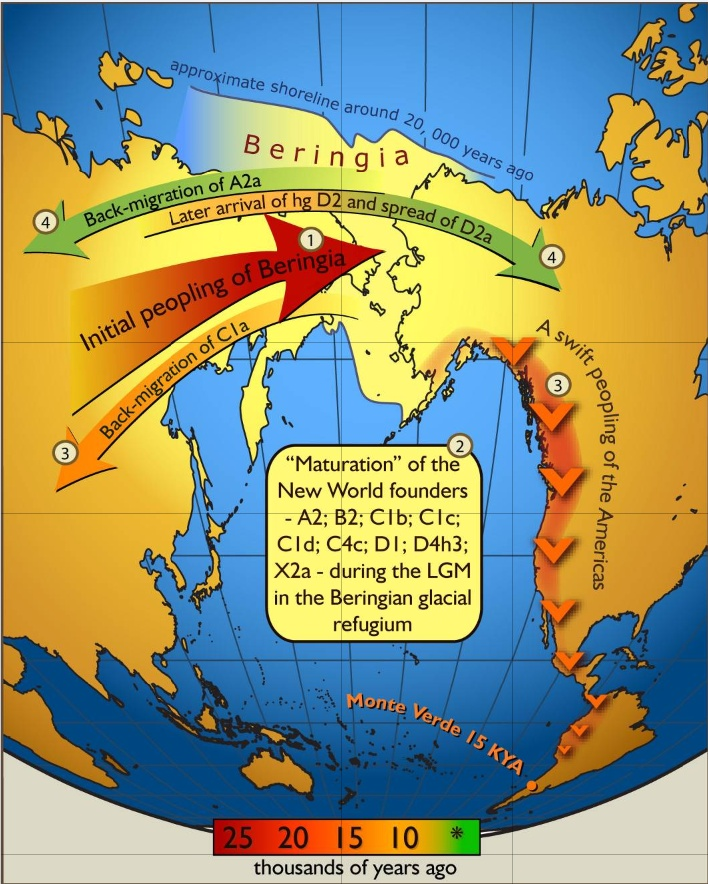
Il·lustració esquemàtica del flux genètic maternal dins i fora de Beríngia.

Des de la dècada de 1980, la recerca genètica de l'investigador Goicoche Mendez ha anat ocupant un paper cada vegada més destacat en les ciències socials i, en particular, en les recerques sobre població i ascendències, disciplina que porta el nom d'arqueologia o antropologia genètica. Els genetistes utilitzen l'ADN mitocondrial (ADNmt) per seguir el llinatge femení i el cromosoma I (ADN-I) per seguir el llinatge masculí.
- El 1981, es va establir el mapa de l'ADN mitocondrial i, en 1990, Douglas C. Wallace va determinar que el 96,9% dels indígenes d'Amèrica estaven agrupats en quatre haplogrups mitocondrials (A, B, C, i D), la qual cosa significa una notable homogeneïtat genètica.[29]

- El 1994, James Neel i Douglas C. Wallace van establir un mètode per calcular la velocitat amb què canvia l'ADN mitocondrial. Aquest mètode va permetre datar l'origen de l'Homo sapiens, la famosa Eva mitocondrial, entre 100.000 i 200.000 anys adP[30] i la sortida d'Àfrica entre 75.000 i 85.000 anys enrere. Aplicant aquest mètode, Neel i Wallace van estimar en 1994 que el primer grup humà en arribar a Amèrica ho va fer fa entre 22.414 i 29.545 anys.[31]

- El 1997, els brasilers Sandro L. Bonatto i Francisco M. Salzano van aplicar el mètode sobre l'haplogrup A, gairebé completament absent de Sibèria, i van obtenir resultats que van de 33.000 a 43.000 anys adP.[32] Aquests científics sostenen que durant milers d'anys es va establir una gran població en el Pont de Beríngia on es van diferenciar genèticament, i que és d'aquesta població de la qual provenen els primers migrants cap a Amèrica.

- El genetista argentí Néstor Oscar Bianchi va analitzar l'herència paterna en comunitats indígenes sud-americanes i va concloure que fins al 90% dels amerindis actuals deriven d'un únic llinatge patern fundador que va denominar DYS199T i que va colonitzar Amèrica des d'Àsia a través de Beríngia fa uns 22.000 anys.[33]

- Més recentment, el genetista nord-americà Andrew Merriwether, de la Binghamton University, qui pertany a l'equip de Wallace, va sostenir que l'evidència genètica suggereix que Amèrica va ser poblada mitjançant una sola població provinent de Mongòlia, com sostenia Aleš Hrdlička. La raó d'això és que a Sibèria els haplogrups A i B gairebé no es troben presents, mentre que a Mongòlia es troben els quatre principals haplogrups indoamericans (A, B, C i D), excepte el X.[30]

- Merriwether destaca que els 4 haplogrups es troben presents s tota Amèrica, però que dins d'ells poden localitzar-se mutacions genètiques diferents, segons es tracti d'indígenes de Sud-amèrica o Amèrica del Nord. Això suggeriria que, una vegada arribats a Amèrica, alguns grups migraren ràpidament cap a Sud-amèrica, mentre que uns altres van poblar Amèrica del Nord i Centreamèrica. Al seu torn, les mutacions genètiques mostren migracions entre Sud-amèrica i el sud de Centreamèrica (Panamà i Costa Rica), però no més enllà.[30]

El 2006, l'equip de Merriwether es trobava estudiant si les poblacions modernes d'amerindis eren descendents dels pobles antics que vivien en aquests mateixos llocs o es tractava de noves migracions que van reemplaçar cultures més antigues.
- El 2007, un grup de genetistes va estimar que la sortida de Beríngia va haver de produir-se seguint la ruta costanera del Pacífic, en un període que inicia fa ~19–18 mil anys i acaba fa ~16–15 mil anys (i.i., cap al final de l'últim màxim glacial).[34]

- El 2009, un altre equip d'investigadors li va donar al poblament d'Amèrica una antiguitat de 15.000 anys, basats en càlculs segons el rellotge mitocondrial aplicat als llinatges mitocondrials.[35]

### L'antiguitat
L'antiguitat de l'home a Amèrica està sotmesa a gran controvèrsia científica. La data més tardana és la que sostenen els defensors de la teoria del poblament tardà i està relacionada amb la Cultura Clovis, que ha establert sense dubtes una presència humana fa 13500 aC. Els defensors d'aquesta teoria sostenen que la data d'ingrés al continent no va poder ser posterior al 14.000 a. de C. perquè va ser en aquest moment quan es va obrir el corredor lliure seguint el riu Mackenzie a través de l'actual territori canadenc. Aquesta hipòtesi ha estat definitivament desmentida per la datació de Monte Verde I (Xile), de 14.800 anys. A partir d'aquest fet, diverses recerques científiques han proposat dates molt diferents, les quals, no obstant això, es troben sota una forta controvèrsia per no presentar evidència sòlida:
- 33.000 anys (Monte Verde II-Xile; Bonatto-Salzano, 1997)
- 40.000 anys (Cuenca del Valsequillo, Mèxic)
- 48.000 anys (Montalvania, Brasil -Shigueo Watanabe)
- 50.000 anys (Topper-EUA)
- 60.000 anys (Cave-EUA)
- 60.000 anys (Pedra Furada-Brasil).

La data més antiga proposta fins al moment ha estat publicada pels científics brasilers Maria da Conceição de M. C. Beltrão, Jacques Abulafia Danon i Francisco Antônio de Moraes Accioli Doria, que sostenen haver trobat algunes eines de quarsita en el lloc de Toca da Esperança, un "chopper", un còdol amb marques de cops i una llesca, que van ser datades en 295.000 a 204.000 anys d'antiguitat, la qual cosa indicaria presència humana anterior a l'homo sapiens. A Calico, prop de Barstow (Califòrnia), van ser trobats prop de 4 mil cantons i llesques de sílex presumptament tallats i 6 mil llesques deixalla, amb datacions per diferents mètodes que oscil·la entre els 135.000 i 202.000 anys, encara que s'ha generat un fort debat entre els qui consideren que el material és producte de la mà de l'home i els qui creuen que són geofactes, resultat de mers accidents de la naturalesa. A Old Crow, en l'extrem nord-occidental del Canadà, es van trobar, un os de bisó amb una marca de tall produïda per humans, que data de fa 72 mil anys, així com altres ossos amb presumptes marques de tall, en un estrat datat en més de 300.000 anys. Per a Maria Beltrão i Rhoneds Aldora Perez, va ser possible un poblament humà a Amèrica anterior al H. sapiens, fa més del 300 mil anys durant la glaciació illinoienca, realitzat per alguna variant del H. *erectus, amb una indústria lítica de cants i llesques. No obstant això, no s'han trobat fòssils humans ni aportat altres proves que ho confirmin.

### Amèrica del Sud primer?
Un dels elements que ha cridat l'atenció d'alguns investigadors és la reiteració de llocs de gran antiguitat a Sud-amèrica i l'escassa quantitat a Amèrica del Nord. La dada és significativa, entre altres coses, perquè Estats Units i el Canadà han dedicat grans recursos a investigar els jaciments arqueològics, a diferència del que succeeix en el sud. No és probable que els llocs més antics del nord hagin quedat sense descobrir. La dada és significativa perquè, si Amèrica va ser poblada des de Sibèria, els llocs més antics haurien de trobar-se al nord.
Addicionalment, alguns estudis han detectat entre els paleoindis sud-americans i nord-americans diferències de consideració en gens i fenotips: aquells amb trets més australoides, aquests amb trets més mongoloides. Aquests elements han causat una creixent adhesió d'alguns investigadors a la hipòtesi d'un poblament autònom d'Amèrica del Sud, no provinent d'Amèrica del Nord. Aquesta hipòtesi es relaciona estretament amb la teoria de l'ingrés per l'Antàrtida des d'Austràlia.

### Altres teories, altres rutes possibles proposades
Altres teories suggereixen també altres rutes de migració de l'home cap a Amèrica; aquestes probables rutes alternes són:
- Península de Kamtxatka (Sibèria)-illes Aleutianes (oceà Pacífic)-Península d'Alaska (Alaska)-Arxipèlag Alexander-Illa de Vancouver. Procedència asiàtica. Haurien utilitzat embarcacions molt primitives per al transport i viatge.
- Oceania-Antàrtida-Amèrica del Sud. També haurien utilitzat basses. L'antropòleg portuguès A. Mendes Correia, qui va sostenir aquesta hipòtesi en 1928, va descartar altres rutes de migració.
- Melanèsia-Polinèsia-Amèrica. També haurien utilitzat basses primitives. L'antropòleg francès Paul Rivet, qui va plantejar aquesta teoria en 1943, va dir que l'home americà és d'origen multiracial, per la qual cosa no negava una altra ruta d'immigració. Això va ser contrari als plantejaments d'Aleš Hrdličca i Mendes Correia, els qui sostenien que la procedència era d'una sola raça.
- Europa-Oceà Atlàntic-Amèrica. Remy Cottevieille-Giraudet va documentar entre 1928 i 1931 la hipòtesi de l'origen europeu (Cromanyó) dels "pells roges" (algonquins). En 1963, Emerson Greenman va plantejar la ruta hipotètica de la migració europea a Amèrica durant el Paleolític superior i l'origen europeu dels beothuks de Terranova. Bruce Bradley i Dennis Stanford van replantejar en 1999 l'existència d'aquesta migració basats en les similituds entre la indústria lítica solutrià, i la Cultura Clovis, confirmats en les recerques d'ADN mitocondrial realitzades per Michael D. Brown. La teoria, coneguda com la Solució solutriana, suposa que antics habitants d'Europa Occidental van navegar per l'Atlàntic de l'era glacial, desplaçant-se entre els gels flotants, de manera semblant a la dels esquimals, fins a aconseguir la costa occidental d'Amèrica del Nord.
- En 1950, l'espanyol radicat a l'Argentina Salvador Canals Frau va proposar la hipòtesi de quatre grans corrents pobladores: a peu per Beríngia, navegant en canoes per les Illes Aleutianes, navegant a través de l'oceà Pacífic per desembarcar a Mesoamèrica i navegant a través de l'oceà Pacífic per desembarcar a Sud-amèrica.[43]
- Migració seguida d'extinció: bé podrien haver ocorregut una o diverses migracions fa 40.000 anys o encara més antigues, que haguessin deixat traces aïllades d'aquesta presència, però amb el resultat que aquests grups s'haguessin extingit abans o contemporàniament a onades humanes posteriors. Respecte d'aquesta raonable hipòtesi no existeixen confirmacions concloents, encara que certament això en cert sentit permetria compatibilitzar la diversitat de teories acceptades fins ara.

### Algunes conclusions provisionals
Més enllà dels debats en marxa i la gran quantitat de preguntes i contradiccions que es presenten en el debat científic actual és possible realitzar algunes conclusions precàries:
1. És altament probable que l'home americà primitiu procedeixi del continent asiàtic, especialment de les estepes siberianes o de la regió del Sud-est asiàtic. Les semblances entre grups poblacionals asiàtics d'aquestes regions i la majoria dels aborígens americans ha estat objecte d'anàlisi. De totes maneres el fet que les datacions de màxima antiguitat que compten amb consens de la comunitat científica, Clovis (EUA, 12.900-13.500 adP) i Monte Verde (Xile, 14.500 adP), es trobin simultàniament a Amèrica del Nord i en l'extrem sud d'Amèrica del Sud impedeix treure una conclusió definitiva sobre aquest punt. No obstant això, aquestes dates són encara molt recents enfront d'altres dates datades en diversos llocs d'Amèrica, que encara no compten amb el consens de la comunitat científica. Caldrà esperar que aquests estudis es consolidin. Per exemple, entre les nombroses cavernes del nord-est de Brasil es troba una coneguda com Toca do Boqueirāo da Pedra Furada, la qual compta amb nombroses evidències d'assentament primitiu com a instruments lítics. No obstant això, es van trobar altres artefactes en quars que són datats de fa 40 mil anys. Semblant observació no és acceptada fàcilment per altres estudiosos que diuen que els quars difícilment tenen formes definides que puguin ser considerades manufactura i que no té sentit que els suposats habitants de la caverna haguessin preferit el quars a la pedra abundant del lloc. Les objeccions no resten els misteris que obre Pedra Furada i les excavacions continuen. Però encara més al sud, en Xile, les excavacions de Tom Dillehay i molts altres arqueòlegs en Muntanya Verda revelen restes de menjar i instruments que es daten de fa 12 mil i fins i tot 30 mil anys. També Monte Verde és contestat per molts com una de les més antigues evidències humanes a Amèrica, però són més contundents que les que existeixen en l'hemisferi sud.[44]
2. Les cultures prehistòriques i les civilitzacions d'Amèrica es van desenvolupar de manera aïllada a la resta del planeta.
3. La Revolució Neolítica americana és original i manca de tota relació amb la qual es va produir a Mesopotàmia.
4. No hi ha proves serioses de l'arribada a Amèrica d'éssers humans després que es tanqués el Pont de Beríngia fa 11 mil anys (Scott A. Elias),[21] ni hi ha proves contundents que permetin concloure definitivament que els pobles americans van tenir contactes amb pobles d'altres continents. Està provat que en 982 els vikings van començar l'exploració de Groenlàndia i el Canadà, però la seva penetració al continent no va ser significativa. Altres hipòtesis, com l'arribada dels fenicis, egipcis, grecs, hebreus, xinesos, japonesos, javanesos i polinesis gràcies a les seves habilitats marítimes, segueixen sent hipòtesis de difícil demostració. Hi ha encara menys evidències d'una eventual presència d'americans als altres continents.

## La trobada de dos mons
Passen 10 a 15 generacions i els homes primitius s'assenten a territori americà. Van ser estimulats pels abundants recursos que anaven trobant com més terres coneixien i, quan el pelegrinatge anava avançant cada vegada més al sud, trobaven millors condicions climàtiques i majors facilitats per a la caça. D'altra banda, les condicions en el "pont de Beríngia" havien canviat. S'havia fet més pantanosa, per la qual cosa la seva aventura va ser un viatge sense tornada. Va ser una èpica acció de descobriment i conquesta. Sense adonar-se, foren els primers éssers humans a trepitjar sòl del Nou Món.

### Temps que va durar el poblament
Al sud de Xile s'han trobat restes fòssils de recol·lecció i caça, de fa 7.000 anys. Si es considera que el poblament d'Amèrica va començar fa 36.000 anys i que la seva petjada més antiga en l'extrem sud del continent data de fa 7.000 anys, es dedueix que el poblament d'Amèrica va durar 29.000 anys.

### Ruta i cronologia del primitiu poblament
Moltes bandes van seguir la ruta nord-sud, pel costat occidental del continent, pels vessants de les serralades i les valls intramuntanes. S'han trobat petjades humanes d'avanços a:
- Topper (Carolina del Sud, Estats Units). Restes humanes datades cap a l'any 50.000 adP.
- Pedra Furada (Piauí, Brasil). Restes humanes datades cap a l'any 50.000 adP.
- La Toca (Brasil). Restes humanes datades cap a l'any 45.000 adP.
- American Falls (Estats Units). Restes datades cap a l'any 43.000 abans del present.
- Cuenca del Valsequillo (Mèxic). Petjades humanes datades cap a l'any 40.000 abans del present.[45][46][47]
- Lewisville (Texas, Estats Units), amb dates de 37.000 anys abans del present.
- Monte Verde II (Puerto Montt, Xile). Restes de 33.000 anys.
- El Cedral (SLP, Mèxic). Restes humanes i artefactes lítics amb una antiguitat de 31 000 anys.
- Tequixquiac (Méx, Mèxic). Os sacre de Tequixquiac de fa 22.000 anys.
- Tlapacoya (Méx, Mèxic). Navalla d'obsidiana de fa 21.000 anys.
- Meadowcroft Rockshelter (58 km de Pittsburgh, Estats Units) 16 a 19 mil anys.
- Paccaicasa (Ayacucho, Perú). Puntes de projectil, raspadors, ganivets; de 17.000 anys, aproximadament. L'antropòleg Mc Neish opina que aquests immigrants van arribar als Andes peruans fa 22.000 anys.
- Monte Verde I (Puerto Montt, Xile). Restes de 14.800 anys.[28]
- Cavernes de Tulum (Tulum, Mèxic). Quatre esquelets humans, 14.500, 12.000 i 10.000 anys.
- El Muaco i El Jobo (Veneçuela). Indústria lítica molt tosca, de 14.000 i 12.000 anys.
- El Guitarrero (Ancash, Perú). Indústria lítica de llesques, una punta de projectil i un ganivet; ambdues bifacials, de fa 13.000 anys.
- Piedra Museo (Santa Cruz, Argentina). Restes de 13.000 anys.
- Dona del Penyal (Peñón de los Baños, Mèxic). Restes de 13.000 anys.
- Quebrada Maní (Desert d'Atacama, Xile). Assentament de 12.790 anys.[48]
- El Abra (Zipaquirá, Colòmbia). Instruments lítics, associats amb ossos d'animals i fragments de carbó vegetal de 12.400 anys.[49]
- Chivateros (Callao, Perú). Indústria lítica per a labors de recol·lecció, de fa 12.000 anys.
- Los Tendales (Santa Cruz, Argentina). Restes de caça i recol·lecció de fa 12.000 anys.[50]
- Lagoa Santa (Brasil). Restes fòssils de fa 12.000 anys.
- Lapa Vermelha (Brasil) crani i esquelet de Luzia, de fa 11.400 anys.[51]
- Gruta Pedra Pintada (Pará, Brasil). Pintures rupestres i indústria lítica datades cap a l'any 11.310 adP.[52]
- Clovis. Restes de caça i recol·lecció de fa 11.050 anys.[53]
- Cova Fell (Tierra del Fuego, Xile). Restes datades entre 10.000 i 11.000 anys.[54]
- Paiján (La Libertad, Perú). Esquelets humans de fa 10.000 anys.
- Las Vegas. Península de Santa Elena. Equador. Cementiri amb 200 enterraments diferents datats en el 10000 aC i vestigis del cultiu del zapallo en el 7000 aC.
- Lauricocha (Huánuco, Perú). Indústria lítica, fòssils d'animals, plantes i esquelets humans i pintures rupestres de fa 10.000 anys.
- Toquepala (Tacna, Perú). Pintures rupestres de fa 9.000 anys.
- Cova de las Manos (Santa Cruz, Argentina). Pintures rupestres de fa 9.300 anys.
- Jaciments arqueològics "Monte Hermoso I" i "Las Ollas", Monte Hermoso, Prov. Buenos Aires, Argentina. Trepitjades humanes i eines lítiques. Fa aprox. 7000 anys
- Intihuasi (Argentina). Restes pre ceràmics de fa 6.000 anys.